# Ельфвін
Ельфвін (давн-англ. Ælfwine, близько 661—679) — останній король Дейри в 670—679 роках.

## Життєпис
Походив з династії Еоппінгів. Молодший син Освіу, короля Нортумбрії, та Енфледи Іффінг (доньки короля Едвіна). Народився близько 661 року. У 670 році, коли його старший брат Егфріт став королем Нортумбрії він поставив Ельфвіна королем Дейри.
Ельфвін залишався вірним васалом своєму братові, підтримував в усіх походах. Відсутності активної зовнішньої політики сприяли молоді роки Ельфвіна. У 679 році брав участь у битві при річці Трент проти Етельреда I, король Мерсії, в якій військо Нортумбрії зазнало поразки, а сам Ельфвін загинув. Після цього королівство Дейра остаточно увійшла до складу Нортумбрії.